# 鳄梨酱
是美洲阿兹特克文化裡的传统调料，將鳄梨制成類似果酱的醬料，以便用来蘸着主食（如墨西哥薄饼）吃。除了用鳄梨外，还可以加入洋葱、辣椒、大蒜等等。“Guacamole”一词在墨西哥西班牙语中发音近似“瓦卡莫雷”，而在美式英语中发音近似“瓜克莫利”。「莫萊」或「莫利」（mole）在阿茲特克人說的納瓦特爾語的意思，就是「醬料」，這個字亦隨着他們的文化而進入了墨西哥的西班牙語中。

鳄梨酱

在美国，鳄梨酱很受欢迎，是年轻人开派对时经常准备的零食，用来和炸馬鈴薯片、炸玉米片等一起食用。

## 词源与发音

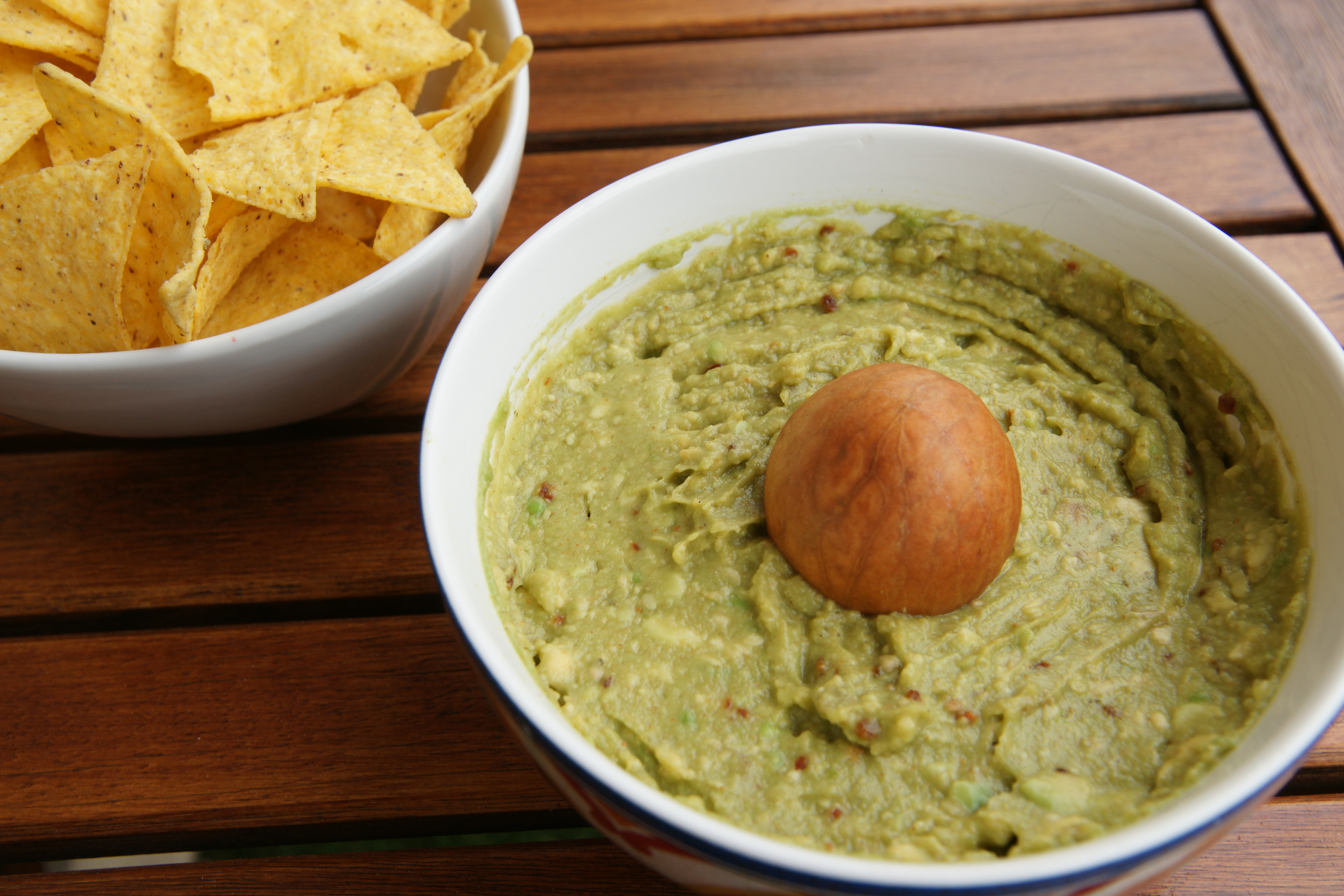
鳄梨酱与炸玉米片

鳄梨酱的西班牙语词是，其源自古典纳瓦特尔语[aːwakaˈmoːlːi]，由词根“āhuacatl” [aːˈwakat͡ɬ]（鳄梨）+ “mōlli”[ˈmoːlːi]（酱）。
“Guacamole”，在墨西哥西班牙语中发音是 [wakaˈmole]（近似于“瓦卡莫雷”）； 在美国英语中倾向于发音为 /ˌɡwɑːkəˈmoʊliː/（近似于“瓜克莫利”）；在英国英语中发音为 /ˌɡwɑːkəˈmoʊleɪ/（近似于“瓜克莫雷”）。

### 食谱、烹饪资讯
- Basic Guacamole （页面存档备份，存于）
- Roasted Green Chile Guacamole
- Fast and Easy Guacamole
- Guacamole at Authentic Mexican Recipes （页面存档备份，存于）
- The classic Guacamole dip